# Wer bist du? (Album)
Wer bist du? ist das vierte Studioalbum des deutschen Rappers F.R. (Fabian Römer), welches am 14. Mai 2010 bei Warner Music veröffentlicht wurde.

## Entstehung
Wer bist du? wurde von den Beatgees produziert, Römer verzichtete auf Features. Er beschrieb das Album als sehr persönliches Werk. Die Fotos für das Artwork des Albums wurden von Paul Ripke aufgenommen. Die Idee zum Artwork entstand Römer zufolge durch einen Traum. In den Wochen vor Veröffentlichung des Albums präsentierte Römer auf seinem YouTube-Kanal täglich videographische Kommentare zu den einzelnen Liedern des Albums.

## Stil und Hintergrund
„Son of a Preacher Man“ ist die erste Singleauskopplung des Albums. Das Video zu „Son of a Preacher Man“ feierte seine Premiere auf der Website des Musiksenders MTV am 27. April 2010. Im Hintergrund hört man auf der Albumversion einen Gospelchor. Der Song beschäftigt sich größtenteils mit paradoxen Aussagen („flüssiger Stein, trockener Wein, leicht schwer zu glauben doch ich bin zurück in alter Frische…“).

„Der rote Faden des Albums besteht eigentlich darin, dass die meisten Songs sehr „fragend“ und zerrissen sind. Deshalb fand ich Son of a Preacher Man auch so passend als erste Single. Einerseits kannst du den Text als total offensive Ansage, strotzend vor Selbstbewusstsein, interpretieren. Andererseits ist er aber auch ziemlich selbstkritisch, beziehungsweise hin- und hergerissen.“

Einen – nach Aussage F.R.s – „lockereren“ Titel wie „Exzess All Areas“ hätte er sich früher nicht vorstellen können. Dies hinge auch mit seiner persönlichen Lebenssituation zusammen, die sich entspannt habe. „Dafür lebe ich“ beschreibt einen gewöhnlichen Morgen aus zwei unterschiedlichen Sichtweisen. So ist die erste Strophe von einer durchgehenden Klaviermelodie begleitet, mit der eine melancholische Stimmung erreicht werden soll. Die zweite Strophe hingegen wird durch eine Melodie begleitet, die eine eher fröhliche Atmosphäre schafft. Der Song hat die Titelnummer 15, wobei der Hidden Track auf derselben Spur kurze Zeit später zu hören ist. „Gib es her“ ist vorerst F.R.'s Teilnahme an der Serie „Halt die Fresse“ von AggroTv. Auf dem Album hört man die „Halt die Fresse-Version“ mit einem Refrain. Das Lied enthält ironische Anspielungen auf deutsche C-Prominenz und selbstironische Anspielungen („Sätze wie F**k deine Mutter hätte von mir wohl kaum einer erwartet …“).

## Rezeption
Für Laut.de schrieb Dani Fromm, durch die Zusammenarbeit mit den Beatgees seien die Beats deutlich ausgereifter und passender als bei den vorangegangenen Veröffentlichungen Römers. Der junge Rapper versuche nicht, „Posen einzunehmen, die man ihm ohnehin nicht abkaufen würde.“ Insgesamt sei Wer bist du? Römers bisher bestes Album.
Die erste Singleauskopplung Son of a Preacher Man erreichte im Mai und Juni 2010 fünf Mal Platz eins bei der von MTV produzierten Sendung Urban TRL.
Am 28. Mai 2010 stieg Wer bist du? für eine Woche auf Platz 49 in die Deutschen Albumcharts ein.

## Titelliste
Das Album enthält 15 reguläre Titel, zusätzlich ist der Hidden Track Lass mich nochmal enthalten.
1. Prioritäten
2. Son of a Preacher Man
3. Irgendwann
4. Gib es her
5. Wahl der Qual
6. Ellenbogen Raus
7. Bändige Beats
8. FrRrRrRrRr
9. Exzess All Areas
10. Sekunde 1
11. Mach dir nichts vor
12. Kein Weg vorbei
13. Wer bist du?
14. Bis du da bist / Bist du da bis…?
15. Dafür lebe ich
16. Lass mich nochmal (Hidden Track)